# Wiard Ihnen
Wiard Ihnen, o Wiard B. "Bill" Ihnen (New York, 5 agosto 1897 – Los Angeles, 22 giugno 1979), è stato uno scenografo statunitense.
Nella sua carriera vinse due Oscar alla migliore scenografia: nel 1945 per Wilson e nel 1946 per Sangue sul sole.

## Filmografia
- The Witness for the Defense, regia di George Fitzmaurice (1919)
- A Society Exile, regia di George Fitzmaurice (1919)
- La lama nel pugno (The Fighting Blade), regia di John S. Robertson - direttore tecnico (1923)
- Il pirata ballerino (Dancing Pirate), regia di Lloyd Corrigan (1936)
- Il prigioniero (Johnny Apollo), regia di Henry Hathaway (1940)
- Il vendicatore di Jess il bandito (The Return of Frank James), regia di Fritz Lang (1940)
- Appuntamento a Miami (Moon over Miami), regia di Walter Lang (1941)
- Condannatemi se vi riesce! (Roxie Heart), regia di William A. Wellman (1942)
- Tra le nevi sarò tua (Iceland), regia di H. Bruce Humberstone (1942)
- Wilson, regia di Henry King (1944)
- Sangue sul sole (Blood on the Sun), regia di Frank Lloyd (1945)
- I giorni della vita (The Time of Your Life), regia di Henry C. Potter (1948)